# Band of Outsiders
Band of Outsiders war eine US-amerikanische Gitarrenrock-Band, die in der ersten Hälfte der 1980er Jahre von Marc Jeffrey und Jim McCarthy (ex-The Limit) in New York gegründet wurde.

## Geschichte
Stilistisch orientierte sich die Gruppe an den ebenfalls aus New York stammenden Television. Eine erste LP (Up the River) wurde 1985 veröffentlicht. Die Band zählte zum erweiterten Kreis des sogenannten Paisley Underground und genoss vor allem in Europa (Frankreich, Großbritannien) Ansehen. Persönliche und musikalische Verbindungen gab es zu der Band Certain General mit Phil Gammage. Auf der Live-LP Armistice Day - live at the CBGB in New York (1992) spielte als Gast Nikki Sudden bei dem Rolling-Stones-Cover Child of the Moon mit. Kurz danach löste sich die Band auf. Marc Jeffrey veröffentlichte 1993 das Solo-Album Playtime und arbeitete 2009 mit Jeremy Gluck (ex-The Barracudas) zusammen.

## Diskografie
- 1985: Up the River
- 1985: I Wish I Was Your Kid
- 1985: Longer Than Always
- 1986: Art of Faith
- 1986: Everything Takes Forever
- 1992: Armistice Day, Live at the CBGB

Marc Jeffrey Solo
- 1993: Playtime